# Наречена зі Стамбула
Наречена зі Стамбула — турецький серіал 2017 року випуску. У 2018 році претендував на звання «Найкраща теленовела». Розповідає про кохання Фарука Борана та Суреї, що зустрілися і покохали одне одного у Стамбулі. Після одруження вони переїжджають жити до Бурси у родинний маєток Боранів. Сурея старанно намагається налагодити гарні стосунки із свекрухою, але свавільна жінка усім диктує свої правила. У третьому сезоні родина Боранів банкрутує, вони повинні звикати до нового скромнішого способу життя.
Також є одноіменна народна (неофіційна) назва сорту троянди.

## Акторський склад
| Персонаж       | Актор               | Епізоди | Примітки |
| -------------- | ------------------- | ------- | --- |
| Сюрейя Боран   | Асли Енвер          | 1-87    | Дружина Фарука. Красива, але горда. Образа та ненависть Есми Ханим на ній. Сурейя не може змиритися з тим, що відбувається. Вона іде тим шляхом, який знає. |
| Фарук Боран    | Озджан Деніз        | 1-87    | Чоловік Сурейї. Він став главою сім'ї в молодому віці після смерті батька. |
| Есма Боран     | Іпек Більгін        | 1-87    | Єдина спадкоємиця роду Боран. Вона завжди хоче мати останнє слово. Власниця 400-річного особняка. Хоча спочатку вона дуже проти Сурейї, їхні стосунки згодом змінюються в позитивному напрямку.                                                                                       |
| Фікрет Боран   | Саліх Бадемчі       | 1-87    | Другий син Есми. Він має незалежну особистість. |
| Адем Боран     | Фират Таниш         | 1-87    | Є зведеним братом братів Боранів. Це було від заборонених стосунків. Боран ображається на сім'ю і прагне помститися. Потім, на прохання дружини Діляри, він починає одужувати, відвідуючи терапію.                                                                                    |
| Іпек Боран     | Діляра Аксюек       | 1-87    | Вона дочка багатої родини виробників шовку з Бурси. Хоча спочатку вона кохає Фарука, з часом вона закохується у Фікрета, за якого виходить заміж, щоб стати господинею особняка. |
| Диляра         | Несліхан Апслан     | 1-87    | Подруга Сурейї. |
| Осман Боран    | Гювен Мурат Акпинар | 1-87    | Боран — єдиний інженер у своїй родині. Це здоровий глузд сім'ї. Спочатку він хоче одружитися з донькою Гаріпа Селімера Бурку, але вони не можуть одружитися через рішення Бурку в останню хвилину. Через деякий час у нього зав'язуються стосунки з російською помічницею Анастасією. |
| Мурат Боран    | Беркай Хардал       | 1-48    | Він наймолодший з братів Боран. Швидкий бабій з Бурси. З часом він закохується в Баде, яка працює в особняку, і одружується на ній. Через деякий час він оселився в Англії з Баде. |
| Хакан Алтінер  | Сахап Докуюджу      | 1-87    | Він батько Іпек і чоловік Киймет. |
| Сенем          | Несліхан Єлдан      | 1-87    | Тітка Сурейї. Спочатку вона ніколи не виходила з дому, але, приїхавши до Бурси, вона зустріла Акіфа та вийшла заміж. Так змінюється її життя. |
| Киїмет         | Нергіс Чоракчи      | 1-87    | Мама Іпек. Вона завжди ревнує Есму і постійно змагається. |
| Баде Боран     | Хіра Коюджуоглу     | 1-48    | Вона слуга дому. У неї є стосунки з молодшим сином дому, Муратом Бораном, і вони таємно одружуються. |
| Нургюль        | Пелінсу Пір         | 1-87    | Вона є працівницею будинку та довіреною особою Есми. |
| Зейнеп         | Хаял Кьосеоглу      | 1-87    | |
| Акіф           | Фатіх Коюноглу      | 1-87    | |
| Гюлістан       | Ерен Балкан         | 1-87    | |
| Мустафа        | Сабрі Озменер       | 1-87    | |
| Гаріп          | Тамер Левент        | 18-87   | |
| Бегюм Бакір    | Озге Борак          | 4-37    | У минулому вона мала стосунки з Фаруком. У нього є дитина. Вони не можуть зібратися, бо пані Есма не хоче. Пізніше він і його син приїжджають до Бурси і з'являються перед родиною. Вона помирає в Бурсі через повторний рецидив пухлини.                                             |
| Рейхан Сезгін  | Семра Динчер        | 1-52    | |
| Бурджу Селімер | Ебру Шахін          | 18-52   | Вона є дочкою юриста Гаріпа Селімера. У неї стосунки з Османом Бораном. Вона залишає Османа за весільним столом. |
| Асія           | Нилай Ерденмез      | 1-17    | |
| Син Адама      | Мустафа Конак       | 57      | Померлий син Адама. Він входить у свій сон. |

## Український дубляж
Українською мовою серіал дубльовано студією «1+1» у 2019 році.

### Ролі дублювали
- Анна Дончик — Сюрейя Боран
- Михайло Жонін — Фарук Боран
- Ірина Дорошенко — Есма Боран
- Денис Жупник — Фікрет Боран
- Наталя Романько-Кисельова — Іпек Боран
- Дмитро Завадський — Осман Боран
- Андрій Федінчик — Мурат Боран
- Вікторія Москаленко — Баде Боран
- Олена Яблочна — Нуркюль
- Лідія Муращенко — Санем
- Олег Лепенець — Гаріп
- Олесь Гімбаржевський — Адем
- Юлія Перенчук — Диляра
- Катерина Буцька — Бегюм
- Катерина Брайковська — Бурджу
- Юрій Висоцький — Хакан
- Ольга Радчук — Киїмет
- Анна Павленко — Есра
- Дем'ян Шиян — Емір

## Сюжет

### 1 сезон
Сюрея — співачка у ресторані Стамбула, Фарук — керує сімейною компанією автобусних перевезень, живе у Бурсі. Після роману у три дні вони одружуються і переїжджають жити у дім Боранів. Там мешкають: пані Есма — голова сім'ї, дуже владна жінка та чотири її сини — Фарук, Фікрет (іноді заздрить старшому брату), Осман (науковець, таємно закоханий у Сюрею) та Мурат. Сімейству допомагає прислуга.
Мати хоче одружити Фарука із сусідською дівчиною Іпек. Та начебто кохає його, але, коли всі дізналися про одруження Фарука, погоджується на пропозицію пані Есми вийти за Фікрета, щоб таким чином стати невісткою багатого сімейства. Їхнє весілля заплямоване жахливим інцидентом: знайомий Суреї, що маніакально в неї закоханий, намагається убити Фарука та себе. Свекруха та Іпек розлючені скандалом, акції компанії Боранів падають у ціні. Фарук сердиться на Сюрею, бо та не розповіла про переслідувача. Ще вони сваряться через «вільну поведінку» молодої дружини, що не личить невістці такого поважного роду. Сюрею приїжджають підтримати її тітонька Сенем та подружка Діляра.
Тітка Іпек Рейхан, про існування якої та і не здогадується, переїжджає з уже дорослим сином Адемом у Бурсу. Адем — позашлюбний син батька Боранів, чоловіка пані Есми. Замість батька, він ріс із вітчимом-садистом, якого згодом був змушений убити. Вийшовши через кілька років по амністії, Адем заробив певний статок, і вони разом із матір'ю приїжджають мститися Боранам. Він відкриває компанію, що всіми правдами і неправдами конкурує із фірмою Боранів. Також він орендує приміщення для музичної школи, яку вже давно мріяли відкрити Сюрея та Діляра. Налаштовуючи Фікрета проти Фарука, Адем пропонує йому гроші на власний будинок, а натомість спонукає його на махінації із пальним.
Наймолодша серед прислуги Боранів — Баде. Вона виросла у маєтку і з дитинства закохана у Мурата. Пару разів, коли він був напідпитку, вона переспала із ним, надіючись на взаємність, але вранці він начебто забував про все. Одного разу навіть привів на сімейну вечерю свою подругу, що як і він цікавиться мотоциклами. Пані Есма, почувши про закоханість Баде, змушує її вийти заміж за іншого. Дівчина ковтає пігулки, але виживає після спроби самогубства. Сюрея спонукає її поки забути про кохання та піти вчитися до університету.
Тітка Сюреї Сенем, виявляється, раніше жила у Бурсі і була повією. Колись, відбиваючись від нападника, вона випадково убила його. За це його брат підлаштував смерть батьків Сюреї. Дізнавшись, що Сенем породичалася із багачами, він вимагає багато грошей, інакше — розповість Есмі і Сюреї про недоброчесне минуле Сенем. Вона змушена викрасти у Іпек фамільне кольє і віднести його на оцінку вартості до ювеліра. Останній упізнає прикрасу і повідомляє про це пані Есму. Та дає Сенем гроші, але тепер має на неї вплив.
Сюрея вагітна. Пані Есма віддає їй родинну колиску. Іпек заздрить і намовляє служницю Гюлістан спалити сімейну реліквію. Гюлістан — хороша жінка, але дуже потребує грошей на лікування безпліддя. Та ще й чоловік винен букмекеру.
Після 10 років відсутності із Лондона повертається колишня кохана Фарука Бегюм, з якою вони не вжилися через Есму. Вона змушена це робити, бо захворіла на рак, і хоче розповісти колишньому, що має від нього сина Еміра. Після випадкового знайомства Сюрея пропонує Бегюм віддати Еміра до її музичної школи. Сюрея привозить хлопчика до себе додому, вся родина окрім неї розуміють, що він — син Фарука. Бегюм стає гінекологом Сюреї, дитина якої може виявитися серйозно хворою. Боячись викидню, Фарук не наважується зізнатися дружині про Еміра.
Щоб покарати матір за те, що та стала причиною переїзду Бегюм в Англію, і не дати їй і надалі «діставати» Сюрею, Фарук вирішив переїхати. Вагітна Іпек зізнається матері, що не може жити далеко від нього, бо досі його кохає. Пані Есма, щоб присоромити сина, вирішає поїхати жити у Стамбул. Мурат потрапляє у аварію на мотоциклі, отримує серйозну травму та не може сам пересуватися. Сюрея умовляє чоловіка не виїжджати із будинку та помиритися із матір'ю. Мурат повсякчас зажурений, Баде намагається його підбадьорити.
Адем запрошує Фікрета та Іпек на вечерю до матері. Дівчина випадково бачить там чоловічий костюм (він належав батькові Боранів). Під час гадання служанкою пані Есмі Іпек здогадується, що зла особа, яка хоче зашкодити їхній сім'ї — це Адем. Вона розповідає Фаруку про махінації чоловіка. Той заявляє на Адема у поліцію, але по документам до нього ніяк не підкопаєшся. Фарук намагається позбавити молодшого брата права підпису на фірмі, але мати — проти цього. Фікрет кається, і вони із братом миряться.
Аналізи підтверджують, що дитина Сюреї народиться хворою, але жінка відмовляється робити аборт. Пані Есма підтримує її в цьому. Сюрея дізнається про хворобу Бегюм і пропонує, щоб та мала більше можливостей відпочивати, іноді забирати Еміра до себе. Фарук радий, що може таким чином проводити час із сином. Вони дуже зближуються. Офіційно батьком хлопчика вважається друг Бегюм, який живе в Англії. Із розмови матері із подругою він випадково дізнається, що це — хтось інший, і тікає. Емір телефонує Фаруку і жаліється на маму.
Адем розповідає пані Есмі, що він — син її чоловіка. Та іде до Рейхан і дізнається, що чоловік одружився з нею лише тому, що так хотіли його батьки. Вона розлючена, наказує викинути всі його речі. Адем закохується у Діляру, але та не хоче його бачити, бо розуміє, що він щось приховує. Він сповідається їй. Дівчина кохає його, але вирішує про все розказати Сюреї, прохаючи не зізнаватися чоловікові. Тітонька Сенем чує слова Фарука, про те, що він — батько Еміра. Сюрея іде на планове обстеження, де з'ясовується, що плід у ній завмер. Їй роблять аборт.  Жінка тяжко переживає втрату; все сімейство, а особливо Фарук, прагнуть зарадити її горю. Після того, як вона трохи оговталася, у них із Іпек відбулася дружня розмова. Іпек має давнє фото Фарука і Бегюм із любовним підписом на звороті. Раніше вона хотіла показати його Сюреї, щоб посварити її з чоловіком, але після примирення із нею рве фото на шматки і викидає у сміттєву корзину у своїй кімнаті. Сюрея випадково помічає його, складає докупи і, прочитавши напис,  збирає речі і тікає із будинку.

### 2 сезон
Минуло два місяці. Пані Есма зла на невістку і говорить, що не прийме її назад. Фарук дуже сумує за дружиною і переїхав жити у квартиру. Він змушує свого помічника Акіфа докладати всіх зусиль, щоб знайти Сюрею. Вона живе у Празі, працює офіціанткою та музикантом на різноманітних заходах. В день народження тітоньки вона телефонує їй, щоб привітати. Таким чином вдається вистежити утікачку. Фарук їде до Праги і знаходить її. Дівчина не хоче із ним розмовляти і жаліється патрульним поліцейським. Пізніше вона все-таки приходить до нього у готель, щоб вислухати. Вони проводять ніч разом. Сюрея бачить у його телефоні фото колишньої із сином і, написавши записку із проханням більше її не шукати, йде. Вона повертається в Бурсу, щоб бути присутньою на весіллі Діляри і Адема. Дівчина знаходить адвоката на ім'я Джан (який також є солістом музичного гурту) та відправляє його до чоловіка із угодою про розлучення, де вимагає 2,5 млн. Фарук шокований, жаліється братам.
Баде добре вчиться в університеті, часто спілкується по інтернету із одногрупником. Мурат повністю вилікувався, він починає її ревнувати. Батько Іпек покинув дружину, коли з'ясувалося, що Рейхан — її сестра. Осман знайомиться із дівчиною, вони випадково обмінюються смартфонами. Адем подав позов до суду, щоб як спадкоємець отримати частину акцій компанії Боранів. Пані Есма дізнається, що її колишній коханий Гаріп — його адвокат. Вони зустрічалися ще у юності, коли хлопець був вихованцем батька пані Есми. Ніхто про це не знає, лише мати Іпек, що була її подругою. Есма радіє зустрічі із коханням своєї молодості, але зла на нього, бо той взявся представляти Адема. Гаріп виправдовується, що зробив це, щоб бути ближче до її ворога і мати змогу її захистити. Він — власник великої адвокатської контори, страшний бабій. Має доньку, яка працює разом із ним. Саме її дівчина, що помінялася телефонами із Османом, посилає до нього. Потім вони ще зустрічаються у бібліотеці, і донька Гаріпа запрошує хлопця на побачення.
Мати Адема ображена на майбутню невістку, що та не залучала її до організації весілля, а особливо через те, що налаштовує чоловіка жити окремо від неї. Та ще й подружки нареченої організували ніч хни і не запросили туди майбутню свекруху. Відбувається весілля. Всі Борани на запрошення Адема приходять на свято. Перед цим вони вирішили поділитися із незаконнонародженим братом грошима, але відмовляються надати дозвіл на присвоєння йому прізвища батька. Адем робить вигляд, що хоче помиритися із ними, але насправді прагне їх принизити. Музиканти, що мали грати на весіллі, потрапили у аварію, і Діляра запрошує гурт адвоката Сюреї, яка також виконує там одну пісню. Гості дивуються, чому вони із чоловіком сидять окремо, пліткують про них і не аплодують після виступу. Фарук ревнує дружину до адвоката, запрошує її на танець, і вони знову сваряться. Адем привселюдно зізнається, що він — син батака Боранів. Гості шоковані, пліткують про них. Діляра почувається приниженою і тікає із весілля. Адем приходить до неї вранці, вони миряться.
Сенем і Акіф вже кілька разів кохалися, але бояться зізнатися про свої стосунки іншим, соромлячись навіть дивитися одне одному у очі. Фарук переманює працівників із фірми Адема до себе. Той у розпачі, відміняє весільну подорож. Батьки вирішують відкритися Еміру, він сердиться і тікає до Сюреї. Дівчина заспокоює його і переконує помиритися із ними. Пані Есма намовляє Бегюм боротися за втрачене кохання. Жінка говорить Сюреї, що між нею і Фаруком після її повернення нічого не було, але, якщо Сюрея хоче покинути чоловіка, то тепер вона (Бегюм) цим скористається. Сюрея повертає чек із грошима за розлучення Фаруку і їде до Стамбула шукати роботу і житло. Коли на машині подруги вона поверталася у Бурсу, щоб бути присутньою у суді на розлученні, то потрапила в аварію. Із дівчиною усе гаразд, але, приїхавши до суду, вона заявляє, що передумала розлучатися. Фарук — у захваті! Подружжя повертається у дім Боранів, де сімейство саме відзначає 60-ту річницю пані Есми. Іменинниця, побачивши Сюрею, із кам'яним обличчям залишає святкування, покинувши гостей. Присутня там Бегюм, також засмучена.
Пані Есма вважає, що у родині ніхто її не цінує і вночі, нікому не сказавши, їде на таксі у Стамбул до Гаріпа. Вони згадують молодість і домовляються ще зустрітися. Щоб Сюрея відчула свою непотрібність, стара пані домовляється із Бегюм, що влаштує у тієї вдома вечерю для всієї сім'ї, не покликавши лише непокірну невістку. Побачивши, що дружини немає, Фарук телефонує їй, але вона, не бажаючи вечеряти сама, прийняла запрошення подруги. Дівчата поїхали у клуб, де співає Джан. Фарук незадоволений, але не може покинути сина посеред вечері. На наступні вихідні він запрошує Еміра до себе, але хлопець говорить, що не хоче бачити Сюрею (він бачив, що матір через неї страждає). Сюрея напивається, чоловік аж через дві години зміг приїхати за нею. Незважаючи на це, їм вдається не посваритися.
У Діляри у сімейному житті негаразди. Вона вперто хоче переїхати, щоб жити окремо від матері Адема. Рейхан дуже засмучена. Під час грози, якої вона панічно боїться, син провів ніч у її кімнаті, заспокоюючи. Діляра цього не розуміє. Після того, як вона цілий вечір не відповідала на його дзвінки, а потім ще й приїхала із клубу на машині Боранів, Адем свариться на неї і сильно хапає за руку, зупиняючи, щоб вона вислухала його. Дівчина виривається і зачиняється у кімнаті. Чоловік згадує своє жахливе дитинство, коли вітчим бив його матір. Вранці він бачить синець на руці дружини і дуже картається.
Сюрея умовляє чоловіка запросити Діляру та Адема на сімейну вечерю. Він погоджується, інші члени родини — проти. Пані Есма замість цього іде на побачення до Гаріпа додому. Під час вечері Адем і Фікрет постійно шуткували про ситуацію, що склалася у сім'ї, та реготали. Іншим було ніяково, а Мурат розізлився і накричав на Адема. Гості завчасно пішли. Сюрея образилася на Мурата. Пізніше Фарук на зустрічі із Бегюм зізнався, що навіть якби він не помирився із дружиною, то все одно б не зійшовся із нею.
Іпек через гормони почала сварку із суперницею, оступилася і впала зі сходів. Дитина народилася передчасно, хоча це було пов'язано більше із фізіологічними проблемами, аніж із падінням. Коли Іпек приходить до тями, то виявляється, що у неї психологічні негаразди: вона стверджує, що Сюрея спеціально штовхнула її, і сумнівається, що дитину не підмінили.
Суд постановив провести ексгумацію тіла Февзі Борана. Родина сподівається зробити все по тихому, але Адем повідомив репортеру. Пані Рейхан приходить провідати Іпек. Там вони із сестрою обговорюють непокірних стамбульських невісток — Діляру і Сюрею, наче вони винні в усіх їхніх бідах. Вдома Діляра і Рейхан сваряться, і старій пані стає погано. Адем звинувачує в цьому дружину і починає її бити. Служанка хоче цьому завадити, але Рейхан не пускає. Діляра йде з їхнього дому і телефонує Джану щодо розлучення. Осман все частіше зустрічається із донькою Гаріпа Бурджу. Він подобається дівчині, хоча та звикла, що кавалери поводять себе з нею більш активно.
Після появи у пресі статті про ексгумацію, ціна на акції фірми Боранів упала. Вони спробували «наїхати» на репортера, але той заявив, що Фікрет дав дозвіл на публікацію. Пані Есма дуже зла на Гаріпа, говорить, що правильно зробила, не вийшовши за нього заміж. Хоча адвокат дійсно відмовляв від цього Адема. Останній вибачається перед дружиною і погоджується відвідати психолога, але на прийом так і не йде. Діляра просить Джана нікому не говорити про сварку із чоловіком. Іпек із донечкою виписали із лікарні. Вона, як і раніше, навіть на руки її не хоче брати. Секретарка Фікрета заграє до нього. Акіф умовив Сенем на вечерю.
Діляра і Адем помирилися, тепер дівчині ще й доводиться піклуватися про свекруху, хїщо зламала ногу. Адем офіційно отримав прізвище «Боран» і переназвав свою фірму із її використанням, майже копіюючи назву фірми своїх братів. Пані Есма планує привести Іпек до тями, змусивши її ревнувати: вона наказала перенести люльку Ади́ у кімнату Сюреї, бо саме вона найбільше піклується про дитину. Фікрет майже весь час на роботі, а, помітивши люльку не на місці, звинувачує матір у надмірній любові до Фарука, начебто вона планує віддати його дитину старшому сину. Осман зізнається родині, що зустрічається із Бурджу. Пані Есма розлючена. Гаріп теж не у захваті. Батьки і діти збираються у ресторані обговорити ситуацію, але сваряться. Акіф і Сенем — пара, але жінка не хоче про це нікому казати. Джан запросив на побачення Бегюм.
Пані Есма прочитала щоденник Османа і дізналася, що він закоханий у Сюрею. Тому вона змушена перестати критикувати Бурджу, лиш би син розлюбив братову дружину. Іпек нарешті прийняла донечку. Фарук виставив на продаж свої власні квартири, щоб викупити у Адема право власності на частину будинку Боранів. Він дізнається, що Бегюм зустрічається із якимсь чоловіком, а коли з'ясовується, що то — Джан, то Фарук просто шаленіє від люті. Сюреї здається, що чоловік досі ревнує колишню, і вона постійно його за це «пиляє». Адем, зрештою, відвідав психолога.
Пані Есма, дізнавшись про Бегюм і Джана, погрожує відібрати Еміра. Фарук обіцяє колишній, що цього ніколи не буде. Він їде із сином до табору. Сюрея не хвилюється, бо Бегюм буде на роботі. Однак, вона відпросилася і поїхала з ними. Сюрея засмутилася, що чоловік не повідомив їй про це, і поїхала ночувати до тітки. Фарук не всидів у таборі до ранку, приїхав до дружини і переконав, що їй не варто ревнувати. Акіф теж тоді був у Сенем, і вони зізналися про свої стосунки. Пані Рейхан перечитує старого листа, з якого стає зрозуміло, що Февзі Боран зв'язувався із нею перед смертю і просив дозволу визнати сина. Однак, жінка не хотіла, щоб він помер зі спокійним сумлінням, і не сказала про це сину. Це було близько 10 років тому.
Іпек стала аж занадто піклуватися про здоров'я доньки, іноді навіть не допускаючи до неї Фікрета. Їхні стосунки значно погіршилися. Чоловік все більше часу проводить із секретаркою, іноді навіть буває у неї вдома. Адем за ними слідкує. Фарук і Фікрет отримують провокативне фото. Фікрет виправдовується перед братом, стверджуючи, що вірний дружині. Пані Есма наймає фотографа стежити за Сюреєю. Бегюм вирішили познайомити сина із новим кавалером. Останній приїжджає у школу до Сюреї, щоб порадитися, який хлопцю купити подарунок. На виході він чує, що Фарук придбав квитки на виставу, щоб сходити разом із сином та дружиною. Джан знову провокує Фарука на бійку. Коли батько телефонує до Еміра щодо вистави, виявляється, що Джан поперед нього уже запросив туди Бегюм із сином. Джан переїхав жити до Бурси. Передивляючись коробки із речами, він дістає цілий стос фотографій Сюреї. Стає зрозуміло, що він у неї закоханий і хоче розлучити дівчину із чоловіком. Сестра Джана здогадалася про це і розповіла Сюреї. Виявилося, що він вже був одружений, але не цінував дружину. Вона загинула у ДТП. Тепер Джан асоціює Сюрею із нею. Коли Сюрея зустрілася із ним, щоб з'ясувати стосунки, Джан усе заперечив. Чоловік, найнятий Есмою для стеження, сфотографував їх.
Емір підслухав розмову Іпек і Бурджу про те, що Джан не просто друг Бегюм, а її коханий. Сюрея розповідає Бегюм про підозри сестри Джана. Адем знайшов колишнього чоловіка секретарки Фікрета Есри, щоб через нього шантажувати брата. Останній вже по вуха у неї закоханий, хоча поки між ними ще справді нічого не було. На новорічній вечірці Сюрея побачила, як Гаріп поцілував пані Есму. Вона не видала їх, а навпаки, «прикрила» перед чоловіком. Пізніше невістка радить Есмі боротися за своє кохання, не зважаючи на можливий супротив синів. Свекруха розчулена. Рейхан від сина дізнається про стосунки Есми і Гаріпа. Вона шантажує цим суперницю, а та теж погрожує показати Адему листи Февзі Борана із наміром визнати його. Рейхан заманює Есму у будиночок, де та зустрічалася із коханим, і підпалює його, залишаючись там разом із суперницею. Фарук і Гаріп приїжджають туди. Жінок урятували, вони лише сильно надихалися диму. Есма розповідає Фаруку кохання до Гаріпа. Той шокований і не хоче слухати її виправдань. Іпек постійно усім незадоволена. Фікрет не витримує і звинувачує її у тому, що вона вийшла заміж за нього не через кохання, а тому, що хотіла носити прізвище Боран. Сенем — вагітна.
Пані Есма розповіла усім про стосунки із Гаріпом. Всі сини обурені. Мехмет побив Гаріпа. Осман думає, що мати зводила його із Бурджу через її батька. Вона ж зізналася, що зробила це, бо прочитала про його кохання до Сюреї. Осман ще більше на неї розсердився і вирішив жити окремо. Фикрет віддав на шість місяців частину своїх акцій у керування Адему. Це дозволить останньому стати членом ради директорів. Щоб насолити Фаруку, Джан стає адвокатом Адема. Сюрея іде до нього, щоб умовити відмовитися від цього. Її знову фотографує найнятий Есмою чоловік. Акіф сватається до Сенем. Бегюм непритомніє. У неї у мозку знаходять метастази. Джан бреше їй, стверджуючи, що Сюрея до нього не приходила. Есма розповіла Фаруку, що то Рейхан хотіла її вбити. Той іде до Рейхан і дає їй два дні, щоб вона сама здалася поліції. Осман переспав із Бурджу і освідчився їй. Її мати приїжджає на декілька днів, тому готують заручини. Мурат освідчується Баде, однак вона гадає, що таким чином він мститься матері. Фікрет заявляє дружині про бажання розлучитися. Її мати розказує їй про його стосунки із секретаркою.
Пані Есма розповідає Акіфу, що колись Сенем украла її дорогу прикрасу. Він дізнається, що його наречена була повією. Під час заручин Османа і Бурджу Іпек розповідає всім, що чоловік хоче її покинути. Телефонує Емір і каже, що маму забрали до лікарні. Бегюм прощається з сином і помирає. Напередодні вона говорила із Сюреєю і дала настанови, як виховувати сина. Адем звинувачує себе та дружину за те, що начебто віддалився від матері, а вона готова була заради нього померти. Діляра йде від нього. Акіф прощає Сенем. Іпек хоче розсварити Сюрею із свекрухою і розповідає, що пані Есма наказала стежити за нею. Емір згорьований, безпідставно сердиться на Сюрею. Вона говорить Есмі, що більше не зважатиме на її думку і за нагоди вони переїдуть. Фарук теж обурений стеженням. Пані Есма засмучена, бо просто забула зупинити фотографа вчасно, коли помирилася із невісткою. Мати Іпек розповідає Адему, що це Фарук змусив Рейхан здатися.
Іпек переїхала до батьків і забрала доньку. Мурат і Баде таємно одружилися. Фарук із Акіфом знайшли старого ворога Адема Халіма, який хоче йому помститися. Сюрея — вагітна. Фікрет віддає лист від батька Адему. Той — у розпачі від дій матері, вважає, що вона зіпсувала йому життя. Він намагається розбитися на машині. Акіф і Сенем одружилися. Діляра посварилася із Сюреєю, бо та не розповіла їй про лист. Фарук почув, як п'яна Бурджу звинувачувала Османа у коханні до Сюреї. Бурджу забула про це наступного ранку, а Фарук наказав брату не наближатися до своєї дружини. Іпек нажалілася брату Есри, що та розбиває сім'ю. Він любить сестру, але у нього психічний розлад. Іпек спеціально розізлила його і попросила фотографа засняти, як брат Есри її душить. Цим вона стала шантажувати дівчину. Фікрет і Есра кохалися. Наступного дня вона залишила прощальну записку і поїхала із братом жити до батьків. Фікрет поїхав за нею, але вона спеціально образила його, щоб він її покинув.
Чоловік, якого знайшли Фарук і Акіф, щоб нашкодити Адему, не хоче їх слухатися. Він погрожує Адему, що уб'є Діляру, якщо той не допомагатиме йому у контрабанді. Він також приходив до Фарука і приглядався до Сюреї. Діляра не хоче миритися із подругою і вимагає продати їй акції школи. Адем намовляє Фікрета відкрити новий проєкт із пасажирських перевезень літаком. Це має нашкодити фірмі. Фарук хоче зблизитися із новим братом і організовує братів на спільну вечерю. Адем не вірить у його добрі наміри. Джан розпалює його ненависть до Фарука. Осман зібрався їхати на два роки до Іраку. Рідні відмовляють його, але він чекає реакції Фарука. Той ревнує і мовчить, Сюрея не розуміє цього. Рейхан втекла із психлікарні, вкрала пістолет і хоче убити Есму. Лікарі підозрюють, що у Ади — серйозна хвороба. Іпек погодилася повернутися в дім Боранів. Аді потрібна трансплантація від брата чи сестри, тому лікарі пропонують батькам народити ще одну дитину. Рейхан намагалася застрелити Фарука, але Адем зупинив її. Вона знову у психушці. Фарук із Адемом разом помирили своїх дружин.
Адем дуже тішиться, що помирився із братами, однак, Халім злий, що Фарук заборонив йому шкодити Адему і розказує останньому, що брат не любить його, а просто хоче тримати на гачку. Борани презентували новий проєкт Фікрета, однак він незадоволений, що вся увага журналістів зосереджувалася лише на Фаруку. Лікування допомогло Аді, тому пересадка кісткового мозку не знадобиться. Але Іпек вже встигла завагітніти. Вона відсилає Сюреї відео, де Фарук спілкується із ворогом Адема. Та звинувачує чоловіка, що він наразив їх усіх на небезпеку. Щоб не сперечатися із вагітною дружиною, Фарук ночує у готелі. Діляра, на прохання Фарука, не розповідає про відео Адему. Мурат разом із дружиною поїхав за кордон за програмою обміну студентами.
Фарук зізнався брату про свій підступ. Коли він не повернувся додому, бо йому стало погано у дорозі, пані Есма підозрювала, що то зробив Адем. У лікарню до Фарука прийшла жінка, із якою він переспав, коли Сюрея втекла до Праги. Виявляється, її підіслав Адем. Вона вимагає, щоб Фарук підписав контракт із її кейтеринговою фірмою. Він вирішує зізнатися дружині у зраді, але Фікрет, вже підписав злощасний договір. Сюрея — у розпачі, але знаходить у собі сили пробачити чоловіка. Бурджу тікає зі свого весілля, пояснюючи потім це Осману неможливість жити із чоловіком, який не кохає її. Сенем народила сина. Рейхан вчиняє самогубство, залишаючи синові листа, у якому засуджує його родичання із Боранами. Це ще більше налаштовує Адема проти них. Через кейтерингову фірму він влаштовує, щоб у літак нової транспортної фірми братів підкинули наркотики і повідомили поліції. Фікрета, як керівника фірми, арештовують. Іпек, що вже покохала чоловіка, переживає за нього і підозрює Адема. Сюрея передчасно народжує донечку. Фотограф, найнятий Іпек, приносить фото Адема із підісланою жінкою. Діляра повідомляє чоловіка про свою вагітність. Фарук приходить до Адема і викриває його перед дружиною. Та кидає Адема. Фарук говорить, що пробачає йому все, але вимагає зробити так, щоб Фікрета випустили із в'язниці. Адем погоджується. Щоб віддати борги, Борани розпродають усе майно, включно із маєтком. Його купує Адем.

### 3 сезон
Альтернативне майбутнє. Донька Фарука і Сюреї Яз вже доро́сла. Вона приходить до психологині, що лікувала Адема, а потім і Сюрею, і звинувачує матір у вбивстві бабусі.
Наші дні. Борани живуть у маленькому будиночку, що належить старшій служанці. Фарук намагається взяти кредит для продовження бізнесу, але всі йому відмовляють. Адем сам живе у родинному маєтку. Діляра його покинула, він розшукує її. Виявляється, Боранам належить земельна ділянка, яку можна продати за 30 млн., але її половина належить давно забутій тітці Ульфет. Есма впевнена у її ворожому ставленні до родини. Старші брати йдуть до нової тітки, але та прогнозовано відмовляється від продажу. Ульфет — власниця магазину модного одягу. Коли Есма сама прийшла до неї, та каже, що хоче познайомитися із родиною і запрошує їх переїхати у велику квартиру, що розташована поряд із її. Борани погоджуються. Виявляється, це Ульфет колись знайшла Адема і дала грошей на заснування його фірми. Це все, щоб помститися пані Есмі. Вона ненавидить її, бо в молодості кохала Гаріпа. Друг Фарука наймає його радником до себе у компанію. Фарук побив Адема, бо думав, що той викрав Сюрею, але вона записувала пісню із друзями, щоб заробити грошей. Поліція затримує Фарука. Діляра зустрічається із чоловіком, щоб переконати його забрати заяву. Вона каже, що зробила аборт, хоча лише збирається на нього. Осман здогадався про це і поїхав у клініку їй завадити. Ульфет повідомляє Боранів, що покупець відмовився від їхньої землі.
Фікрет почув, як тітка говорила із Есмою, що сумнівається у тому, що Фарук — син її брата. Щоб помститися Адему, Фікрет йде до його ворога Халіма, прагнучи отримати компромат. Той погоджується, але натомість просить сходити до нього додому (бо там поліція у засідці) і принести паспорт для виїзду за кордон. Фікрет зробив це, але, коли він прийшов, щоб обміняти паспорт на компромат, виявилося, що Халім — убитий. Фарук хвилювався за брата і теж приїхав туди. Фікрет зі злості передав йому слова тітки, що він — нагуляний. Іпек взяла волосину із піджака Фарука, щоб зробити ДНК-тест. Вона також розказала про це матері. Ульфет хоче посварити Есму із Гаріпом. Її помічниця Гюнеш закохалася у Адема. Вони переспали. В убивстві Халіма зізнався його конкурент. Іпек віддала конверт із результатами тесту Фаруку. Той їх не дивився, бо наче довіряє матері, але і не викинув. Коли Есма про це дізналася, то дуже образилася. Вона пішла до Гаріпа і запропонувала одружитися. Той не зрозумів поспіху, і жінка втекла від нього. Майже не при тямі вона дійшла до свого маєтку і заснула. Адем викликав для неї лікаря. Коли приїхав Фарук, вона відмовилася повертатися у квартиру до Ульфет і поїхала в готель.
Адем і Діляра розлучилися, але потім він почув розмову прислуги про те, що вона не зробила аборт. Щоб привітати пані Есму із днем народження, жінки вирішили організувати вечірку. Сенем домовилася про свято у кав'ярні, але коли вони увечері прийшли туди, з'ясувалося, що то — нелегальне казино. Була поліцейська облава, жінок затримали, і вони провели ніч у відділку. Фікрет дізнався, що Адем і Ульфет — спільники. Він розповів про це Акіфу, але попросив не говорити брату. Гаріп освідчився Есмі, її сини — не у захваті, однак, заручини відбулися. Сенем зустрілася із Гюнеш, і з'ясувалося, що вони — давні подруги. Акіф знайшов чоловіка, що колись давно возив коханку на зустрічі до чоловіка Ульфет. Це брат змусив її вийти за нелюба. Невдовзі після того, як жінка дізналася про зраду, її чоловік із коханкою зникли. Ульфет влаштувала свій бізнес на його гроші. Акіф і Фікрет підозрюють її в убивстві. Насправді, він помер випадково, бо дружина під час сварки штовхнула його, а тіло таємно поховала. Його коханка весь цей час шантажувала Ульфет. Гюнеш, Сенем і коханка знайомі ще з тих часів, як були повіями. Ще стає відомо, що Ульфет 15 років лікувалася, щоб завагітніти, але коли це вийшло, то зробила аборт. Сенем розповіла Акіфу про дружбу із Гюнеш.
Адем оскаржив розлучення і зізнався Ділярі, що знає про дитину. Вона дозволила сходити із нею до лікаря на УЗД. Фікрет поговорив із коханкою чоловіка Ульфет, дізнався, що вона винна у його смерті, та розповів усе Фаруку. Той пішов до тітки і сказав, що знає про неї і Адема, не звинувачує її ні у чому, шкодує про її тяжку долю і просить лише погодитися продати землю. Ульфет розчулилася і сказала, що викупить їхню частку землі для потреб своєї компанії. Гаріп прохає Адема продати йому особняк Боранів. Ульфет зізналася перед журналістами у вбивстві чоловіка. Знаючи, що її посадять до в'язниці, вона залишила свою компанію Гюнеш. Адем виїхав із особняка, і туди повернулися Борани. Виявляється, Гаріп викупив усі меблі та оздоблення будинку і повернув усе на місце.
Щоб віддати Адему борги, Фарук робить його компаньйоном у новому бізнесі. Пані Есма, а особливо Фікрет, проти цього. Він сильно напився у кафе і зателефонував Адемові, щоб посваритися, але п'яні теревені не сподобалися іншому відвідувачу кав'ярні, і той накинувся на Фікрета із ножем. Адем врятував його. Обох братів прооперували. Коли Фікрет прийшов подякувати за порятунок, з'ясувалося, що Адема паралізувало. Гюнеш та Діляра окремо одна від одної заходили підтримати його, але він усіх прогнав. Потім Гюнеш забрала його до себе додому. Фарук знайшов нове приміщення для музичної школи дружини, а та ревнує його до нової помічниці. Сенем дізнається про кохання Гюнеш до Адема. Той переїхав жити до готелю. Пані Есма дізнається від лікаря, що у неї хвороба Альцгеймера. Вона нікому не зізналася у цьому і пише пам'ятку, щоб не забути, хто є хто у родині. Щоб Гаріп не няньчився із нею, вона каже, що не хоче бути із ним. Той вирішує їхати в Америку. Служанка знайшла пам'ятку Есми і розповіла про хворобу хазяйки Сюреї та Гаріпу. Той відмовився від поїздки і настояв на швидкому проведенні весілля. Під час «ночі хни» чоловіків із дітьми випроводили із особняка до Акіфа, а дівчата таємно провели до будинку двох танцюристів. Ті виявилися грабіжниками. Вони забрали прикраси, закрили жінок у хамамі і втекли. Незабаром поліція знайшла їх.
Фікрет і Фарук не хочуть жити в одному будинку із Гаріпом і планують переїхати. Есма дуже засмучена, хоча намагається не показувати цього. Діляра, зустрівшись вдома у Сенем із Гюнеш, і думаючи, що то — просто давня подруга тітки, зізналася їй, що не проти помиритися із чоловіком. Через це Гюнеш хотіла кинути Адема, але він запевнив, що більше не кохає дружину. Наразі він ходить на милицях. Есма і Гаріп одружилися. Мати зізналася синам про свою хворобу, і вони відмовилися від переїзду. Адем сказав Ділярі, що зустрічається з іншою. Дізнавшись, що Сюрея знала про це і змовчала, Діляра дуже посварилася з нею і вирішила поїхати, але їй стало зле і вона потрапила до лікарні. Адем приїхав до неї, а Гюнеш зателефонувала Сенем. Та разом із Сюреєю теж навідалися туди, але Діляра їх прогнала. Фікрет вирішив зробити дружині вечерю-сюрприз, але вона змушена була по роботі зустрітися із своїм керівником Оканом, який став партнером Боранів у компанії. Фікрет приревнував її і вдарив суперника. Він вимагає у Фарука відмовитися від такого партнерства, а коли той відмовився, то запропонував Гаріпу викупити його акції, а сам хоче організувати власний бізнес із Адемом. Іпек вимагає розлучення.
Адем купує дім і пропонує Гюнеш жити разом. Діляру випадково на роботі зачинили у туалеті. За допомогою вона телефонує Адему. Адем з Фаруком допомагають їй, але почались пологи. У Діляри і Адема народився син Умут. Фарук вирішує дати ще один шанс Адему і пропонує йому викупити акції Окана, але останній відмовився їх продавати. Тоді Фарук сам віддав частину своїх акцій брату, а той вклав у компанію великий капітал. Осман закохався у білоруську няню дітей Боранів, яка також має приглядати за Есмою. Фікрет вмовляє дружину відмовитися від розлучення. Небога Окана Озґюр, що влаштувалася секретаркою до Фарука, небайдужа до нього. Поширилися чутки, що Іпек шукала собі квартиру разом із Оканом. На слуханні про розлучення Іпек хоче примирення, а Фікрет, розлючений чутками, — проти. Їм призначили три місяці на роздуми. Окан зізнався Іпек у коханні, це почула Сюрея. Адем узявся ввечері посидіти із сином. Діляра повернулася раніше і застала вдома Гюнеш, яку чоловік запросив подивитися на хлопчика. Пані Есму, із перевагою в один голос, переобрали головою благодійного фонду.
Мати Іпек розповіла Есмі про зізнання Окана. Та звинуватила Сюрею, що знала і не сказала їй. Фікрет почув це і поїхав до дружини, вимагаючи, щоб та остаточно вирішила, чи хоче розлучення. Фарук змусив Окана продати свої акції Адему. Чоловік також злий на Сюрею, що змовчала. Іпек повернулася в дім Боранів. У Османа із білоруською нянею Анастасією бурхливий роман. Адем побачив їх поцілунок і розповів братам. Фарук і Озґюр поїхали по роботі разом до Стамбула і зупинилися в одному готелі. Сюрея вирішила зробити сюрприз чоловікові і теж поїхала туди. Вона прийшла саме в той момент, коли Озґюр у коридорі поцілувала Фарука. Чоловік кинувся наздоганяти дружину, і вони разом повернулися у Бурсу. Сюрея наче і не звинувачує чоловіка у зраді, але зла на нього, бо вважає, що він збайдужів до неї. Наступного ранку Озґюр зайшла в кабінет до шефа, вважаючи, що він розійдеться із дружиною і буде із нею. Фарук же вибачився за недорозуміння і попросив її звільнитися. Дівчина, йдучи вулицею, зателефонувала подружці, щоб пожалітися, і її збила машина. Озґюр оперують, дядько Окан і її подружка приїхали до лікарні. Подружка подумала, що Озґюр сама з горя кинулася під машину, і сказала про це Окану. Той поїхав до Боранів і накричав на Фарука. Дівчина опритомніла і заперечила самогубство. Вона вибачилася перед Сюреєю, а Окан, нарешті, продав акції Адему.
Адем і Діляра разом пішли до психолога, щоб навчитися нормально спілкуватися після розлучення. Емір підробив підпис батька, щоб поїхати на три місяці навчатися до Англії. Фарук зрозумів, що син — нещасливий і відпустив його. Також він вирішив, що достатньо зробив для сім'ї, і відмовився від керівництва компанією. Пані Есма змусила Сюрею звільнити Анастасію, бо хоче таким чином розлучити сина із небажаною нареченою. Осман посварився із матір'ю. Та згадує минуле. Будучи вже зарученою, вона втекла із Гаріпом до Стамбула, але знайомий побачив їх і повідомив батькові. Есма пообіцяла дітям не втручатися у їхнє життя, але пам'ять її погіршується, і заставши Османа і Анастасію за поцілунком, вона влаштувала скандал. Фарук купив ресторанчик-мейхане, що раніше належав батькам Сюреї. Діляра зустрічається із батьком своєї учениці Мертом. Адем розсердився, дізнавшись про це. Виявляється, всі спогади Сюреї про щасливе дитинство із батьками не відповідають дійсності. Насправді, її батьки весь час проводили у своїй мейхане, щоб хоч якось звести кінці з кінцями, а доньку віддавали родичці. Сюрея відвідала її і отримала шкатулку із деякими старими речами. Серед них — записник матері, де та жалкує, що народила Сюрею зарано, ще не ставши на ноги.
Сенем зізналася Сюреї, що це через її борги бандити вбили її батьків. Адем і Діляра зі своїми новими половинками зустрілися у ресторані Фарука. Адем грубо поводився із Мертом, і Ґюнеш вирішила покинути його. Служанка Ґюлістан вагітна двійнею. Її чоловік Назіф поїхав із пані Есмою оглядати для фонду якусь покинуту будівлю. Двері кімнати, у якій був Назіф, випадково захлопнулися, Есма забула, де вона знаходиться, і пішла. Чоловік грюкав у двері, аж поки перекинувся каганець, і почалася пожежа. Назіфа врятували і відвезли до лікарні. Він надихався димом. Есма почула, що рідні звинувачують її у пожежі, і влаштувала у кімнаті погром. Адем помирився із Мертом. Мати дозволила Осману зустрічатися із Анастасією, а сама перебралася жити у будинок для літніх. Родина умовила її повернутися додому. Адем сказав Ґюнеш, що хоче створити із нею сім'ю, але вона відмовила, бо не зможе народити дитину.
Діляра подружилася із Ґюнеш. Ґаріп помер, але пані Есмі він увиджається живим. Коли пам'ять повернулася до неї, вона умовляла Сюрею убити її. Адем і Ґюнеш побралися, щоб мати змогу удочерити дівчинку з притулку. Сюрея бачить уві сні, як вже доросла Яз звинувачує її у вбивстві бабусі, і відмовляє пані Есмі у її проханні. Після сніданку у колі сім'ї Есма тихо помирає. Багацько мешканців Бурси, яким вона допомагала, приходить до неї на похорон.
Минуло сім років. У Ґюлістан народилися дві донечки, одну із низ назвали Есмою. Концерт Сюреї показують по ТБ. Осман так і не одружився, він став письменником. Мерт робить пропозицію Ділярі, вона погоджується. На честь матері Борани відкрили ліцей для дітей із малозабезпечених сімей. Мурат і надалі живе в Англії, має сина. Серіал закінчується святкуванням 40-річчя Сюреї.

## Трансляція в Україні
- Вперше серіал транслювався з 24 червня 2019 по 31 січня 2020 року на телеканалі 1+1, у будні о 17:10 по дві серії.
- Вдруге серіал транслювався з 19 серпня 2021 по 15 липня 2022 року на телеканалі Бігуді. Щодня о 16:00 по одній серії. 3 13 грудня 2021 року, щодня о 21:20 по одній серії. З 17 січня, щодня о 20:30 по дві серії. З 30 березня 2022 року, у будні о 20:00 по дві серії.
- Через російське вторгнення в Україну з 24 лютого по 29 березня 2022 року серіал не транслювали. Телеканал цілодобово транслював інформаційний марафон «Єдині новини».
- Втретє серіал транслювався з 9 січня по 11 травня 2023 року на телеканалі Бігуді. У будні, о 21:00 по дві серії. З 13 лютого, у будні о 19:00 по чотири серії.
- Вчетверте серіал транслювався з 1 грудня 2024 по 15 червня 2025 року на телеканалі Бігуді. У вихідні о 15:00 по чотири серії. З 6 квітня 2025 року, по дев'ять серій.